# Urgel (stacja metra)
Urgel – stacja metra w Madrycie, na linii 5. Znajduje się w dzielnicy Carabanchel, w Madrycie i zlokalizowana jest pomiędzy stacjami Marqués de Vadillo i Oporto. Została otwarta 5 czerwca 1968.